# Chargepoint
Chargepoint, Inc. ist ein Anbieter von Ladeinfrastruktur mit Sitz in Campbell (USA). Inzwischen ist Chargepoint der größte Anbieter der Welt gemessen an den Lademöglichkeiten.

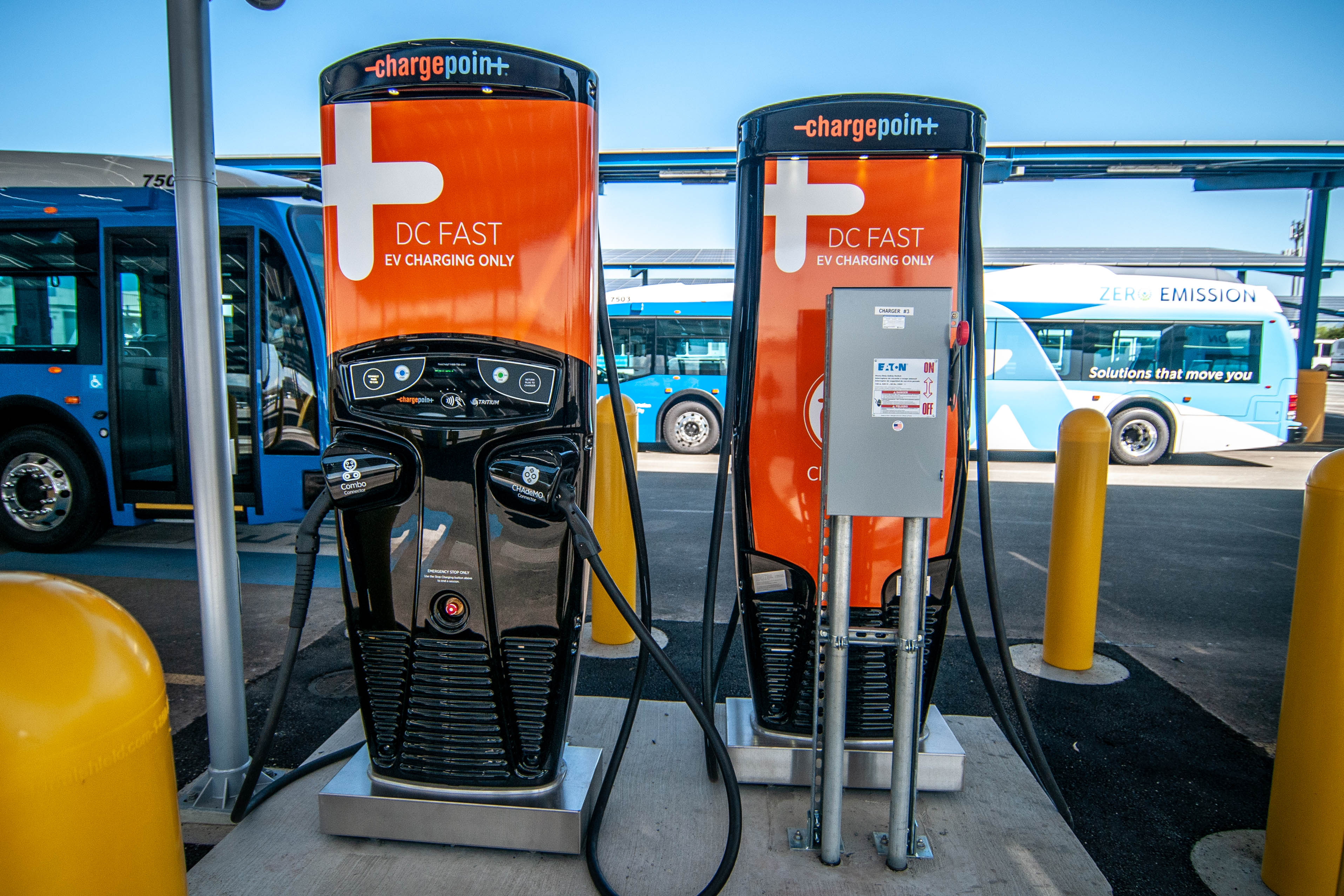
Weniger als 10 % der Ladesäulen bei Chargepoint sind Schnellladesäulen (Bild)

## Geschichte
Das Unternehmen wurde 2007 gegründet.
2021 ging nicht Chargepoint selbst an die Börse, sondern die ChargePoint Holdings, Inc. als eine Special Purpose Acquisition Company.

## Aktivitäten
Das Unternehmen verkauft vernetzte Ladehardware, die über einen cloudbasierten Softwareservice verbunden ist. Im Unterschied zu einigen anderen Ladestationsbetreibern verkauft Chargepoint keine Energie. Chargepoint hat ein Netz von 174.000 Ladepunkten (Stand 2022) in Nordamerika und in Europa, überwiegend normale Ladestationen.

### Deutschsprachiger Raum
Im deutschsprachigen Raum sind folgende Tochterunternehmen aktiv:
- ChargePoint Germany GmbH, München
- ChargePoint Austria GmbH, Radstadt

Beide Gesellschaften werden durch die Geschäftsführer Rex Jackson und Henrik Gerdes geleitet. Die österreichische Chargepoint wurde 2022 durch Freundin und Kununu als familienfreundlichstes Unternehmen ermittelt.